# Caprimulgus madagascariensis
Caprimulgus madagascariensis là một loài chim trong họ Caprimulgidae.